# 自治行政局
自治行政局（日语：／）是日本總務省的內部部局。

## 概要
管轄地方自治及民主政治的確立，市町村的合併，有關公職選舉法的事務，有關行政書士的事務。

## 組織
2019年時。
- 局長
- 官房審議官（地方行政，個人資訊制度，地方公務員制度，選舉擔當）
- 官房審議官（地域活性化擔當）
- 行政課
進行著地方自治制度的企劃，籌劃，地方分權的推進等業務。
  - 行政第一係
  - 行政第二係
  - 行政第三係
  - 行政第四係
  - 總務室
    - 總務係
    - 預算係
    - 人事係

  - 行政企劃官
  - 監查制度專業官
  - 爭執處理專業官
  - 大城市制度專業官
- 住民制度課
- 市町村課
  - 行政經營支援室
    - 地方行革推進係
    - 經營支援係
- 地域政策課
  - 企劃第一係
  - 企劃第二係
  - 復興地域政策係
  - 地域的精神創造推進係
  - 地域資訊政策室
    - 地域資訊專業官
- 地域自立應援課
- 公務員部
  - 公務員課
  - 福利課
- 選舉部
  - 選舉課
  - 管理課
  - 政治資金課

## 局長
| 姓名       | 就任日        | 前職                                                          | 後職                                    | 出身省廳   |
| ---------- | ------------- | ------------------------------------------------------------- | --------------------------------------- | ---------- |
| 芳山達郎   | 2001年1月6日  | 國土廳地方振興局長                                            | 辭官                                    | 自治省     |
| 畠中誠二郎 | 2003年1月17日 | 總務省大臣官房長                                              | 總務省行政管理局長                      | 行政管理廳 |
| 武智健二   | 2004年7月2日  | 總務省資訊通信政策局長                                        | 辭官                                    | 郵政省     |
| 高部正男   | 2005年8月15日 | 眾議院調查局第二特別調查室長                                  | 消防廳長官                              | 自治省     |
| 藤井昭夫   | 2006年7月21日 | 總務省行政管理局長                                            | 總務省人事・恩給局長                    | 行政管理廳 |
| 岡本保     | 2007年7月6日  | 總務省自治財政局長                                            | 消防廳長官                              | 自治省     |
| 久元喜造   | 2008年7月4日  | 總務省自治行政局選舉部長                                      | 辭官                                    | 自治省     |
| 望月達史   | 2012年9月11日 | 內閣府地域主權戰略室次長                                      | 辭官                                    | 自治省     |
| 門山泰明   | 2013年6月28日 | 總務省大臣官房長                                              | 辭官                                    | 自治省     |
| 佐々木敦朗 | 2014年7月22日 | 總務省大臣官房總括審議官（政策評価、政策企劃擔當）            | 消防廳長官                              | 自治省     |
| 淵上俊則   | 2015年7月31日 | 地方公務員共濟組合聯合會理事                                  | 辭官                                    | 自治省     |
| 安田充     | 2016年6月17日 | 總務省自治財政局長                                            | 總務事務次官                            | 自治省     |
| 山崎重孝   | 2017年7月11日 | 內閣官房內閣總務官室內閣總務官 （併）內閣人事局人事政策統括官 | 內閣官房內閣審議官 皇位繼承式典事務局長 | 自治省     |
| 北崎秀一   | 2018年8月1日  | 內閣府大臣官房長                                              | 辭官                                    | 自治省     |
| 高原剛     | 2019年7月2日  | 地方公共團體資訊系統機構副理事長                              | 現職                                    | 自治省     |

## 備註
1. ↑   各部分局的負責事務一覽